# San Marcos de la Cruz
San Marcos de la Cruz är en ort i Mexiko, tillhörande kommunen Calimaya i delstaten Mexiko, i den centrala delen av landet. Orten hade 1 121 invånare vid folkräkningen 2010.
Orten har ett universitet, Plantel Universitario San Marcos.